# Người Mỹ gốc Đức

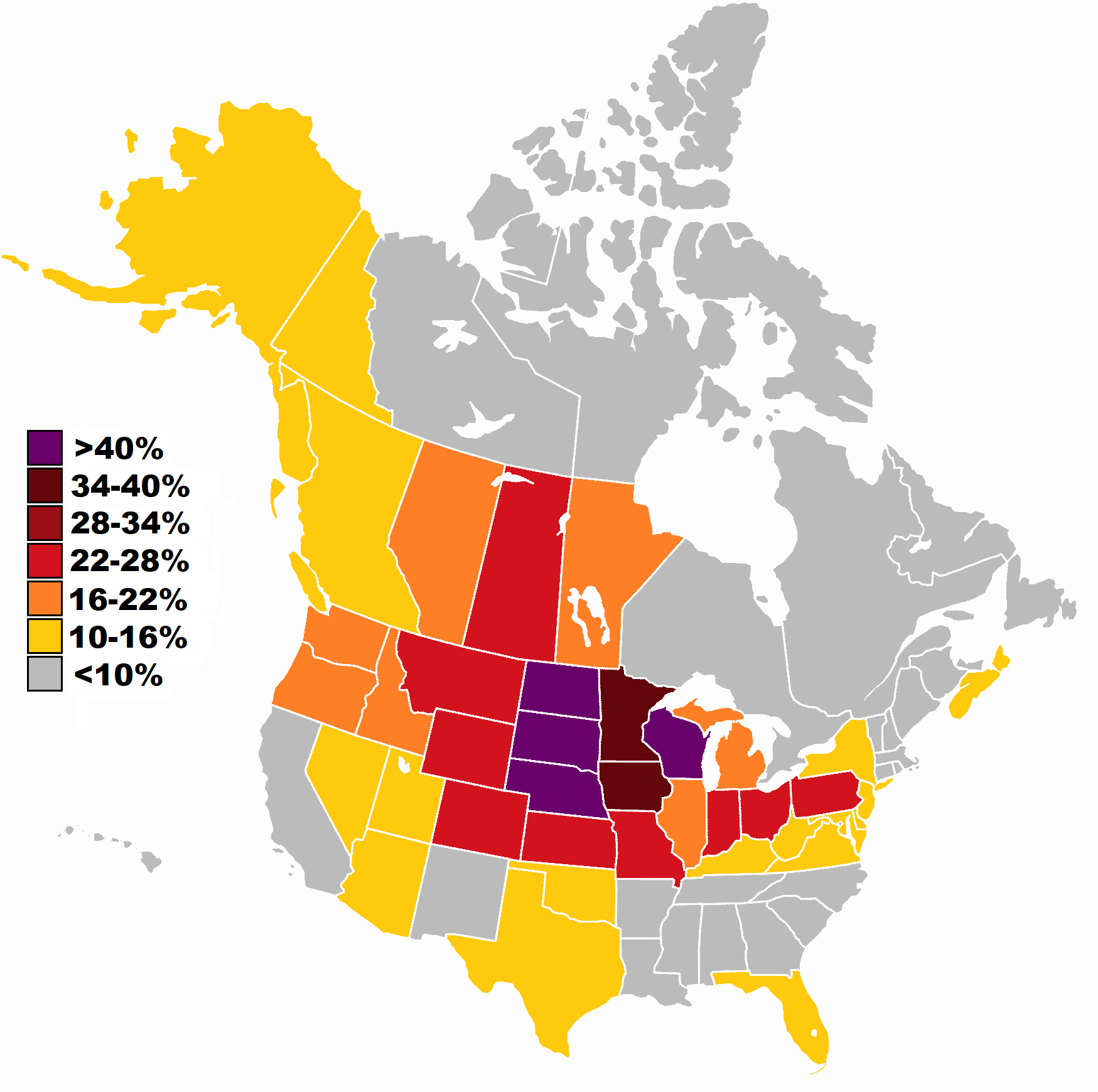
Người Mỹ gốc Canada gốc Đức tỷ lệ dân số theo tiểu bang hoặc tỉnh

Người Mỹ gốc Đức (tiếng Anh: German Americans, tiếng Đức: Deutschamerikaner) là công dân của Hoa Kỳ sinh ra ở Đức hay có tổ tiên ở Đức. Với số dân khoảng 50 triệu người, Họ chiếm khoảng 1/3 cộng đồng người Đức lưu tán trên toàn thế giới. Đây là một sắc tộc gốc Âu đông dân nhất và họ đã mang đến một sự ảnh hưởng lớn cho nước Mỹ.
Rất ít bang của Đức có thuộc địa tại Tân thế giới. Vào những năm 1670, những nhóm người Đức nhập cư đáng kể đầu tiên đến các thuộc địa Anh, chủ yếu định cư ở Pennsylvania, New York và Virginia.
Công ty Mississippi của Pháp đã di chuyển hàng nghìn người Đức từ châu Âu đến Louisiana và đến Bờ biển German, Lãnh thổ Orleans từ năm 1718 đến năm 1750.
Dân nhập cư tăng mạnh, với 8 triệu người Đức đến trong thế kỷ 19, bảy triệu rưỡi chỉ trong khoảng thời gian từ 1820 đến 1870.
Có một "vành đai nước Đức" kéo dài khắp Hoa Kỳ, từ đông Pennsylvania đến bờ biển Oregon. Pennsylvania, với 3,5 triệu người gốc Đức, có dân số người Mỹ gốc Đức lớn nhất ở Hoa Kỳ và là quê hương của một trong những khu định cư ban đầu của nhóm, Germantown, được thành lập vào năm 1683 và là nơi ra đời của phong trào chống chế độ nô lệ của Mỹ năm 1688, cũng như trận Germantown mang tính cách mạng.
Họ bị lôi kéo bởi sự hấp dẫn của đất đai và tự do tôn giáo, và bị đẩy ra khỏi nước Đức do thiếu đất và áp bức tôn giáo hoặc chính trị. Nhiều người đến tìm kiếm tự do tôn giáo hoặc chính trị, những người khác tìm kiếm cơ hội kinh tế lớn hơn những người ở châu Âu, và những người khác để có cơ hội bắt đầu mới ở Tân Thế giới. Những người đến trước năm 1850 chủ yếu là những nông dân tìm kiếm vùng đất sản xuất tốt nhất, nơi mà các kỹ thuật thâm canh của họ sẽ thành công. Sau năm 1840, nhiều người đến các thành phố, nơi "Germania" - các hạt nói tiếng Đức - sớm xuất hiện.
Người Mỹ gốc Đức thành lập trường mẫu giáo đầu tiên ở Hoa Kỳ, giới thiệu truyền thống cây Giáng Sinh, và giới thiệu các loại thực phẩm phổ biến như hot dog và hamburger đến Hoa Kỳ.
Phần lớn những người có tổ tiên là người Đức đã bị Mỹ hóa; ít hơn 5% nói tiếng Đức. Rất nhiều xã hội người Mỹ gốc Đức, cũng như các lễ kỷ niệm được tổ chức trên khắp đất nước để kỷ niệm di sản của Đức, trong đó cuộc diễu hành Steuben của người Mỹ gốc Đức ở Thành phố New York là một trong những lễ nổi tiếng nhất và được tổ chức mỗi thứ bảy thứ ba trong tháng chín. Lễ kỷ niệm Oktoberfest và Ngày người Mỹ gốc Đức là những lễ hội phổ biến. Có các sự kiện lớn hàng năm tại các thành phố có di sản Đức bao gồm Chicago, Cincinnati, Milwaukee, Pittsburgh, San Antonio và St. Louis.
Khoảng 180.000 công dân Đức đang sinh sống tại Hoa Kỳ vào năm 2020.

## Lịch sử
Người Đức bao gồm nhiều phân nhóm khá khác biệt với các giá trị tôn giáo và văn hóa khác nhau. Những người theo đạo Luther và Công giáo thường phản đối các chương trình đạo đức hóa của Yankee như cấm bia, và ủng hộ các gia đình gia trưởng với người chồng quyết định vị trí của gia đình trong các vấn đề công cộng. Họ thường phản đối quyền bầu cử của phụ nữ nhưng điều này được sử dụng như một lập luận ủng hộ quyền bầu cử khi người Mỹ gốc Đức trở thành pariah trong Chiến tranh thế giới thứ nhất. Mặt khác, có những nhóm Tin lành nổi lên từ chủ nghĩa áp đặt ở châu Âu như Đức Giám lý và Anh em thống nhất; họ gần giống với những người theo chủ nghĩa Giám lý Yankee trong chủ nghĩa đạo đức của họ.

### Thời kỳ thuộc địa
Những người Anh định cư đầu tiên đến Jamestown, Virginia vào năm 1607, và đi cùng với người Mỹ gốc Đức đầu tiên, Tiến sĩ Johannes Fleischer. Ông được theo dõi vào năm 1608 bởi năm thợ làm thủy tinh và ba thợ mộc hoặc thợ xây nhà. Khu định cư lâu dài đầu tiên của người Đức tại nơi trở thành Hoa Kỳ là Germantown, Pennsylvania, được thành lập gần Philadelphia vào ngày 6 tháng 10 năm 1683.

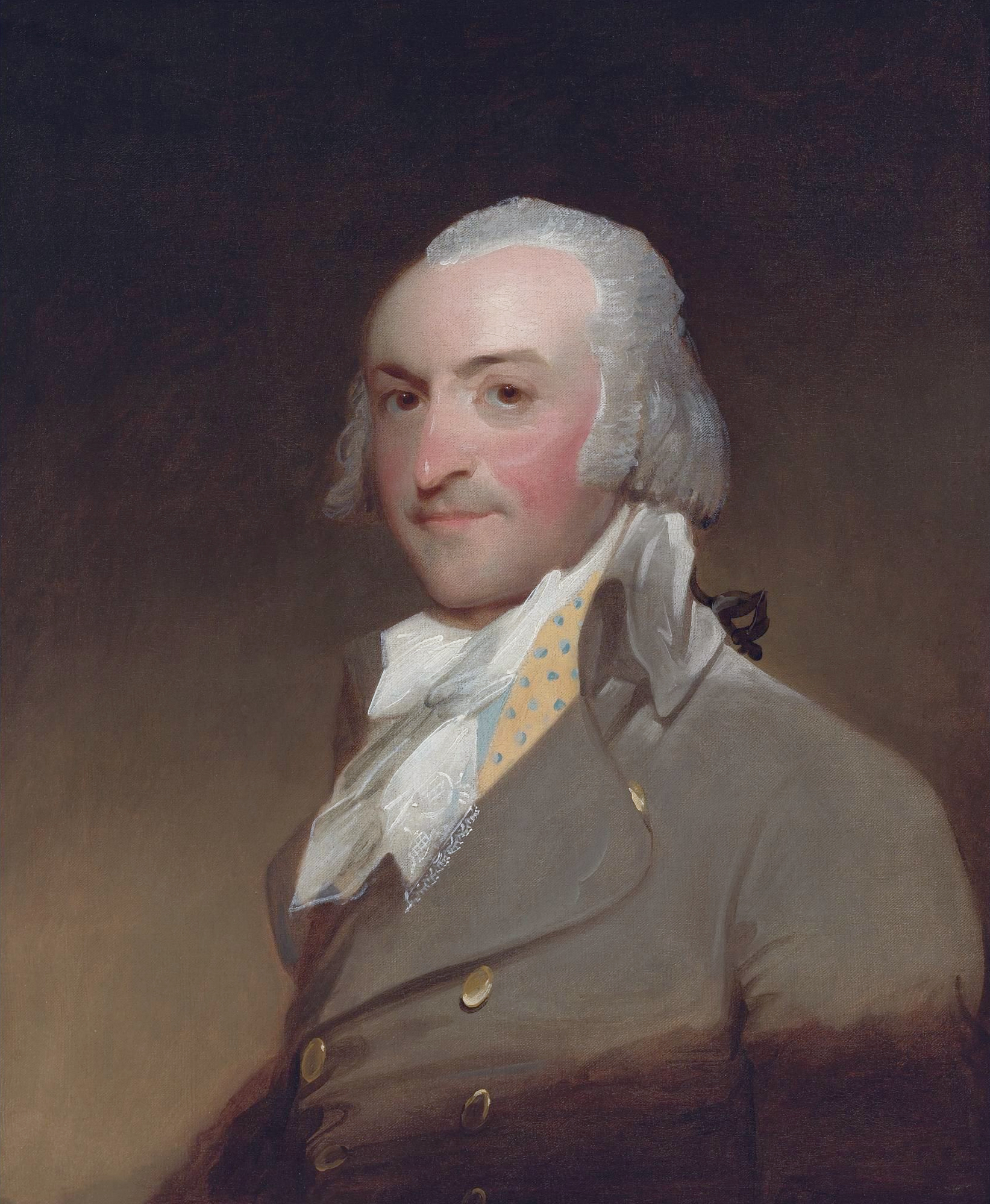
John Jacob Astor, trong một bức tranh sơn dầu của Gilbert Stuart, năm 1794, là người đầu tiên của triều đại Astor và là triệu phú đầu tiên ở Hoa Kỳ, làm nên tài sản của mình bằng nghề buôn bán lông thú và thành phố New York địa ốc.

Một số lượng lớn người Đức di cư từ những năm 1680 đến 1760, với Pennsylvania là điểm đến ưa thích. Họ di cư đến Mỹ vì nhiều lý do. Các yếu tố thúc đẩy liên quan đến các cơ hội tồi tệ hơn đối với quyền sở hữu trang trại ở trung tâm Châu Âu, sự đàn áp của một số nhóm tôn giáo và sự tham gia của quân đội; yếu tố kéo là điều kiện kinh tế tốt hơn, đặc biệt là cơ hội sở hữu đất đai và tự do tôn giáo. Thông thường, những người nhập cư đã trả tiền cho việc đi lại của họ bằng cách bán sức lao động của họ trong khoảng thời gian nhiều năm với tư cách là lao động có khế ước.
Các khu vực rộng lớn của Pennsylvania, Thượng lưu New York và Thung lũng Shenandoah của Virginia đã thu hút người Đức. Hầu hết là Luther giáo hoặc Cải Cách Đức; nhiều người thuộc các giáo phái tôn giáo nhỏ như Moravia và Mennonite. Công giáo Đức không có số lượng cho đến sau chiến tranh năm 1812.

#### Palatine
Năm 1709, những người Đức theo đạo Tin lành từ vùng Pfalz hoặc Palatine của Đức thoát khỏi tình trạng đói nghèo, đầu tiên đến Rotterdam và sau đó đến London. Nữ vương Anne đã giúp họ đến các thuộc địa của Mỹ. Chuyến đi kéo dài và khó khăn để tồn tại vì chất lượng thức ăn và nước uống trên tàu kém và bệnh truyền nhiễm sốt phát ban. Nhiều người nhập cư, đặc biệt là trẻ em, đã chết trước khi đến Mỹ vào tháng 6 năm 1710.
Cuộc di cư Palatine của khoảng 2100 người sống sót là cuộc di cư đơn lẻ lớn nhất đến Mỹ trong thời kỳ thuộc địa. Đầu tiên, hầu hết được định cư dọc theo sông Hudson trong các trại lao động, để trả ơn cho việc đi lại của họ. Đến năm 1711, bảy ngôi làng đã được thành lập ở New York trên trang viên Robert Livingston. Năm 1723, người Đức trở thành những người châu Âu đầu tiên được phép mua đất ở Thung lũng Mohawk phía tây Little Falls. Một trăm ngôi nhà đã được cấp trong Bằng sáng chế Burnetsfield. Đến năm 1750, quân Đức chiếm một dải dài khoảng 12 dặm (19 km) dọc theo hai bên sông Mohawk. Đất rất tuyệt vời; khoảng 500 ngôi nhà đã được xây dựng, chủ yếu bằng đá, và khu vực này vẫn thịnh vượng bất chấp các cuộc đột kích của Ấn Độ. Herkimer được biết đến nhiều nhất trong số các khu định cư của người Đức trong khu vực từ lâu được gọi là "căn hộ Đức".
Họ giữ cho riêng mình, kết hôn của riêng họ, nói tiếng Đức, tham dự các nhà thờ Luther, và giữ các phong tục và thực phẩm của riêng họ. Họ nhấn mạnh quyền sở hữu trang trại. Một số thành thạo tiếng Anh để giao tiếp với các cơ hội kinh doanh và luật pháp địa phương. Họ chấp nhận chế độ nô lệ (mặc dù rất ít người đủ giàu để sở hữu một nô lệ).
Người nổi tiếng nhất trong số những người Đức nhập cư Palatine ban đầu là biên tập viên John Peter Zenger, người đã lãnh đạo cuộc đấu tranh ở thành phố New York thuộc địa cho quyền tự do báo chí ở Mỹ. Một người nhập cư sau này, John Jacob Astor, đến từ Baden sau Chiến tranh Cách mạng, đã trở thành người giàu nhất nước Mỹ từ đế chế buôn bán lông thú và các khoản đầu tư bất động sản ở New York.

#### Louisiana
John Law đã tổ chức cuộc thuộc địa đầu tiên của Louisiana với những người nhập cư Đức. Trong số hơn 5.000 người Đức ban đầu nhập cư chủ yếu từ vùng Alsace, có tới 500 người tạo nên làn sóng di cư đầu tiên rời Pháp trên đường đến châu Mỹ. Ít hơn 150 người trong số những nông dân Đức đầu tiên được ký hợp đồng đã đến Louisiana và định cư dọc theo vùng được gọi là Bờ biển Đức. Với sự kiên trì, lòng quyết tâm và sự lãnh đạo của D'arensburg, những người Đức này đã chặt cây, khai khẩn đất và xới đất bằng những dụng cụ cầm tay đơn giản vì không có sẵn súc vật kéo. Những người định cư ở bờ biển Đức đã cung cấp cho thành phố New Orleans vừa chớm nở ngô, gạo, trứng. và thịt trong nhiều năm sau đó.
Công ty Mississippi đã định cư hàng nghìn người Đức tiên phong ở Louisiana thuộc Pháp trong năm 1721. Nó khuyến khích người Đức, đặc biệt là người Đức ở vùng Alsace gần đây đã thuộc quyền của người Pháp cai trị và người Thụy Sĩ nhập cư. Alsace đã được bán cho Pháp trong bối cảnh lớn hơn của Chiến tranh Ba Mươi Năm (1618–1648).
Dòng Tên Charlevoix đã đi du lịch Tân Pháp (Canada và Louisiana) vào đầu những năm 1700. Bức thư của ông cho biết "9.000 người Đức này, những người lớn lên ở Palatinate (một phần Alsace của Pháp) ở Arkansas. Người Đức rời Arkansas en masse. Họ đến New Orleans và yêu cầu được đi châu Âu. Công ty Mississippi đã cho người Đức những vùng đất trù phú ở hữu ngạn sông Mississippi cách New Orleans khoảng 25 dặm (40 km) Khu vực này hiện được gọi là 'Bờ Biển German'."
Một số lượng lớn người Đức sống ở thượng lưu từ New Orleans, Louisiana, được gọi là Bờ Biển German. Họ bị thu hút đến khu vực này thông qua các cuốn sách nhỏ như "Louisiana: Một ngôi nhà cho người Đức định cư" của J. Hanno Deiler.

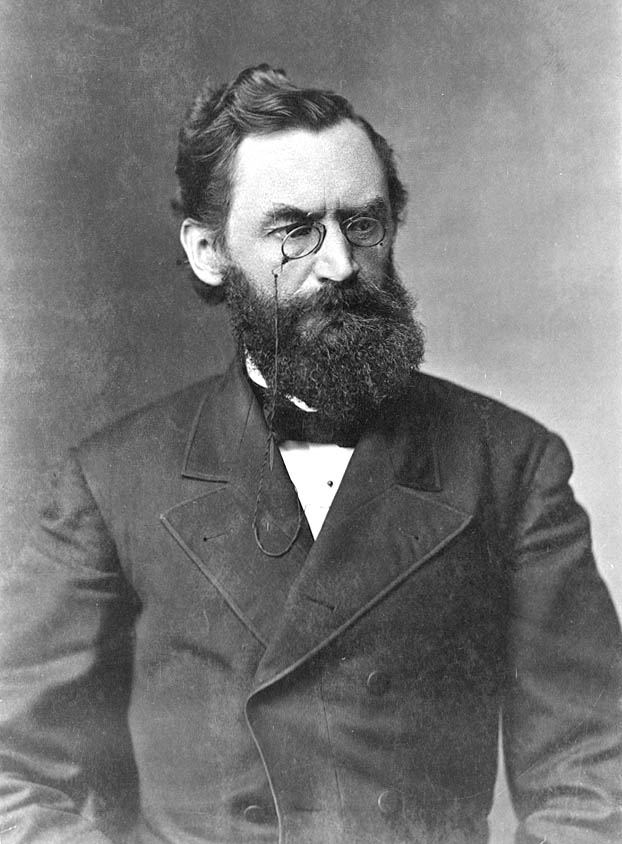
Carl Schurz là Thượng nghị sĩ Hoa Kỳ sinh ra ở Đức đầu tiên (Missouri, 1868) và sau đó là Bộ trưởng Nội vụ Hoa Kỳ

#### Miền Nam
Hai làn sóng thực dân Đức vào năm 1714 và 1717 đã thành lập một thuộc địa ở Virginia được gọi là Germanna, nằm gần Culpeper, Virginia ngày nay. Thống đốc Trung ương Virginia Alexander Spotswood, tận dụng lợi thế của hệ thống quyền sở hữu, đã mua đất ở Spotsylvania ngày nay và khuyến khích người Đức nhập cư bằng cách quảng cáo ở Đức để thợ mỏ chuyển đến Virginia và thành lập ngành công nghiệp khai thác tại thuộc địa. Cái tên "Germanna", được chọn bởi Thống đốc Alexander Spotswood, phản ánh cả những người nhập cư Đức đi thuyền qua Đại Tây Dương đến Virginia và nữ vương Anh, Anne, người đang nắm quyền vào thời điểm định cư đầu tiên tại Germanna.
Tại North Carolina, người Morava gốc Đức sống xung quanh Bethlehem, Pennsylvania đã mua gần 100.000 mẫu Anh (400 km2) từ Lãnh chúa Granville (một trong những Chủ sở hữu của Lãnh chúa Anh) ở Piedmont North Carolina vào năm 1753. Họ thiết lập các khu định cư của người Đức trên con đường đó, đặc biệt là ở khu vực xung quanh khu vực bây giờ là Winston-Salem. Họ cũng thành lập khu định cư chuyển tiếp Bethabara, North Carolina, được dịch là House of Passage, cộng đồng người Morava được quy hoạch đầu tiên ở Bắc Carolina, vào năm 1759. Ngay sau đó, người Đức gốc Morava thành lập thị trấn Salem vào năm 1766 (bây giờ là một khu lịch sử ở trung tâm Winston-Salem) và Trường Cao đẳng Salem (một trường cao đẳng nữ đầu tiên) vào năm 1772.
Tại Thuộc địa Georgia, người Đức chủ yếu từ vùng Swabia đến định cư tại Savannah, Đảo St. Simon và Pháo đài Frederica trong những năm 1730 và 1740. Họ được James Oglethorpe tích cực tuyển mộ và nhanh chóng nổi bật nhờ canh tác cải tiến, nâng cao bê tông tabby-kiến trúc và liên doanh lãnh đạo Luther-Anh giáo-Cải cách các dịch vụ tôn giáo cho thực dân.
Những người nhập cư Đức cũng định cư ở các khu vực khác của Nam Mỹ, bao gồm xung quanh khu vực Ngã ba Hà Lan (Deutsch) của Nam Carolina, và Texas, đặc biệt là ở các khu vực Austin và San Antonio.

#### New England
Từ năm 1742 đến năm 1753, khoảng 1.000 người Đức định cư ở vịnh Broad, Massachusetts (bây giờ là Waldoboro, Maine). Nhiều người trong số những người thuộc địa đã chạy trốn đến Boston, Maine, Nova Scotia và North Carolina sau khi nhà của họ bị đốt cháy và hàng xóm của họ bị Người Mỹ bản địa giết hoặc bắt giam. Những người Đức ở lại thấy khó tồn tại bằng nghề nông, và cuối cùng chuyển sang ngành vận tải biển và đánh cá.

#### Pennsylvania
Làn sóng nhập cư của người Đức đến Pennsylvania tăng cao trong khoảng thời gian từ năm 1725 đến năm 1775, với những người nhập cư đến với tư cách là người cứu chuộc hoặc những người hầu cận. Đến năm 1775, người Đức chiếm khoảng một phần ba dân số của bang. Nông dân Đức nổi tiếng về chăn nuôi và thực hành nông nghiệp năng suất cao. Về mặt chính trị, họ thường không hoạt động cho đến năm 1740, khi họ tham gia Quakers - liên minh lãnh đạo nắm quyền kiểm soát cơ quan lập pháp, sau này ủng hộ Cách mạng Mỹ. Mặc dù vậy, nhiều người định cư ở Đức là người trung thành trong cuộc cách mạng, có thể vì họ sợ các khoản tài trợ đất đai hoàng gia của họ sẽ bị chính phủ cộng hòa mới tước đoạt hoặc vì lòng trung thành với người Đức thuộc Anh chế độ quân chủ đã tạo cơ hội sống trong một xã hội tự do. Người Đức, bao gồm Luther giáo, Thần học Cải cách, Mennonite, Amish, và các giáo phái khác, đã phát triển một đời sống tôn giáo phong phú với một nền văn hóa âm nhạc mạnh mẽ. Nói chung, họ được biết đến với cái tên Người Hà Lan Pennsylvania (từ Deutsch).
Về mặt từ nguyên, từ tiếng Hà Lan bắt nguồn từ từ tiếng Thượng Đức cổ "diutisc" (từ "diot" "người"), dùng để chỉ "ngôn ngữ của người dân" trong tiếng Đức trái ngược với tiếng Latinh, ngôn ngữ của những người uyên bác (xem thêm theodiscus). Cuối cùng từ này được dùng để chỉ những người nói tiếng Đức, và chỉ trong vài thế kỷ trước, người dân Hà Lan. Các biến thể ngôn tộc Đức khác như "deutsch/deitsch/dutch" là: tiếng Hà Lan "Duits" và "Diét", tiếng Yiddish "daytsh", tiếng Đan Mạch/Na Uy "tysk", hoặc tiếng Thụy Điển "tyska." Tiếng Nhật "ドイツ" (/doitsu/) cũng bắt nguồn từ các biến thể "tiếng Hà Lan" nói trên.
Anh em Studebaker, tổ tiên của các nhà sản xuất toa xe và ô tô, đến Pennsylvania vào năm 1736 từ thị trấn phiến nổi tiếng Solingen. Với kỹ năng của mình, họ đã làm ra những chiếc xe ngựa chở những người lính biên phòng về phía tây; đại bác của họ đã cung cấp cho Quân đội Liên minh pháo trong Nội chiến Hoa Kỳ, và công ty ô tô của họ trở thành một trong những công ty lớn nhất ở Mỹ, mặc dù không bao giờ lu mờ "Big Three", và là một nhân tố trong nỗ lực chiến tranh và trong các cơ sở công nghiệp của Quân đội.

### Cách mạng Mỹ
Vương quốc Anh, có vua George III cũng là Đế hầu của nhà Hanover ở Đức, đã thuê 18.000 người Hesse. Họ là những người lính đánh thuê được thuê bởi những người cai trị một số bang nhỏ của Đức như Hesse để chiến đấu bên phía Anh. Nhiều người đã bị bắt; họ vẫn là tù nhân trong chiến tranh nhưng một số ở lại và trở thành công dân Hoa Kỳ. Trong Cách mạng Mỹ, Mennonite và các giáo phái tôn giáo nhỏ khác là những người theo chủ nghĩa hòa bình trung lập. Luthera giáo của Pennsylvania là đứng về phía yêu nước. Gia đình Muhlenberg, dẫn đầu bởi Rev. Henry Muhlenberg có ảnh hưởng đặc biệt đối với phe Yêu nước. Con trai của ông Peter Muhlenberg, một giáo sĩ Luther ở Virginia trở thành thiếu tướng và sau đó là Nghị sĩ. Tuy nhiên, ở ngoại ô New York, nhiều người Đức trung lập hoặc ủng hộ chính nghĩa người theo chủ nghĩa trung thành.
Từ những cái tên trong cuộc điều tra dân số năm 1790 của Hoa Kỳ, các nhà sử học ước tính người Đức chiếm gần 9% dân số da trắng ở Hoa Kỳ.
Tóm tắt Cuộc nổi dậy Fries là một phong trào chống thuế giữa những người Đức ở Pennsylvania vào năm 1799–1800.